# Acyclania tenebrosa
Acyclania tenebrosa là một loài bướm đêm thuộc họ Noctuidae.